# Seusoschat
De Seusoschat (ook: Sevsoschat) is een schat van zilveren objecten uit het late Romeinse Rijk, die sinds 2018 wordt tentoongesteld in het Hongaars Nationaal Museum. 

## Inhoud
De schat bestaat uit 14 grote versierde zilveren schalen en bekers en de koperen ketel waarin zij gevonden zijn. Het gezamenlijke gewicht van het zilver is 68,5 kg. Zij zijn gedateerd op het einde van de vierde of begin vijfde eeuw na Christus.
Het opvallendst is een grote schaal van 70 cm doorsnede en een gewicht van ongeveer 9 kg met het opschrift:
Hec Sevso tibi durent per saecula multa
Posteris ut PROSINT Vascula Digna tuis
Mogen deze, O Seuso, jou voor vele eeuwen toebehoren
Kleine schepen moge uw nageslacht waardig dienen.

## Ontdekking en poging tot verkoop
Het bestaan van de schat kwam kreeg het eerst aandacht in 1980, toen een stuk door twee antiekhandelaren uit Wenen te koop werd aangeboden in Londen. Dit en andere stukken werden gekocht door een consortium onder leiding van Spencer Compton.
Hongaarse autoriteiten beweerden dat de schat in rond 1975-1976 in de buurt van Polgárdi was ontdekt door een jonge soldaat, József Sümegh. Zijn stoffelijk overschot werd gevonden in een nabijgelegen kelder in 1980. Het officiële onderzoek in de tijd verklaarde dat hij zelfmoord pleegde, maar later kwam de politie tot de conclusie dat hij vermoord werd. Het strafrechtelijk onderzoek werd in 2018 stopgezet. 
De documentatie van de Libanese ambassade in Zwitserland verklaarde dat de schat werd gevonden in de Tyrus- en Sidonregio van Libanon en op basis daarvan wilde het consortium de collectie voor $ 10 miljoen doorverkopen aan het Getty Museum. 
De eerste stukken werden in 1980 in Londen te koop aangeboden, waarna de schat in delen werd overgenomen door een consortium onder leiding van Spencer Compton, de zevende markies van Northampton. De begeleidende documentatie met daarin de herkomst werd verstrekt door de Libanese ambassade en het hoofd van het museum voor Oudheden, waarin werd gesteld dat de schat werd gevonden in het gebied waar de historische Libanese steden Sidon en Tyros liggen. De schat werd in 1990 nogmaals te koop aangeboden in New York bij Sotheby's en werd toen beschreven als zijnde uit "wat ooit de provincie Phoenicia in het Oost-Romeinse Rijk was". De verkoop werd echter gestopt toen de documentatie vals bleek te zijn. 
Hierop maakten de regeringen van Joegoslavië, Hongarije, Kroatië en Libanon aanspraak op het eigendom. De vorderingen op het eigendom door deze landen werden verworpen door een Amerikaanse rechtbank, waardoor de schat in het bezit bleef van de markies van Northampton. Libanon trok zijn aanspraak in en de claim van Kroatië werd uiteindelijk definitief ongegrond verklaard, waarna de collectie in juli 2017 definitief werd teruggebracht naar Hongarije. 

## Afbeeldingen van de Seusoschat

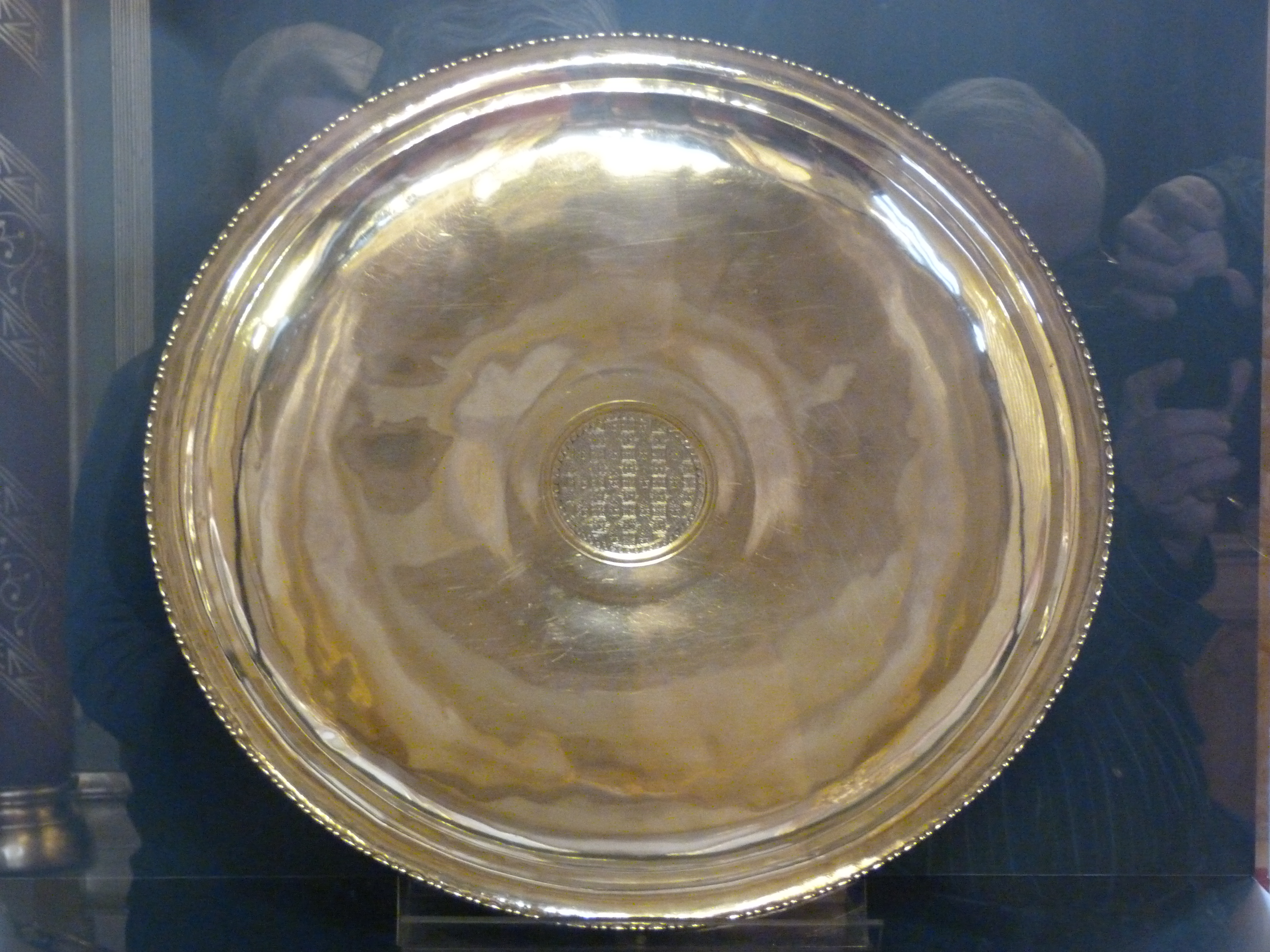
Geometrische schaal
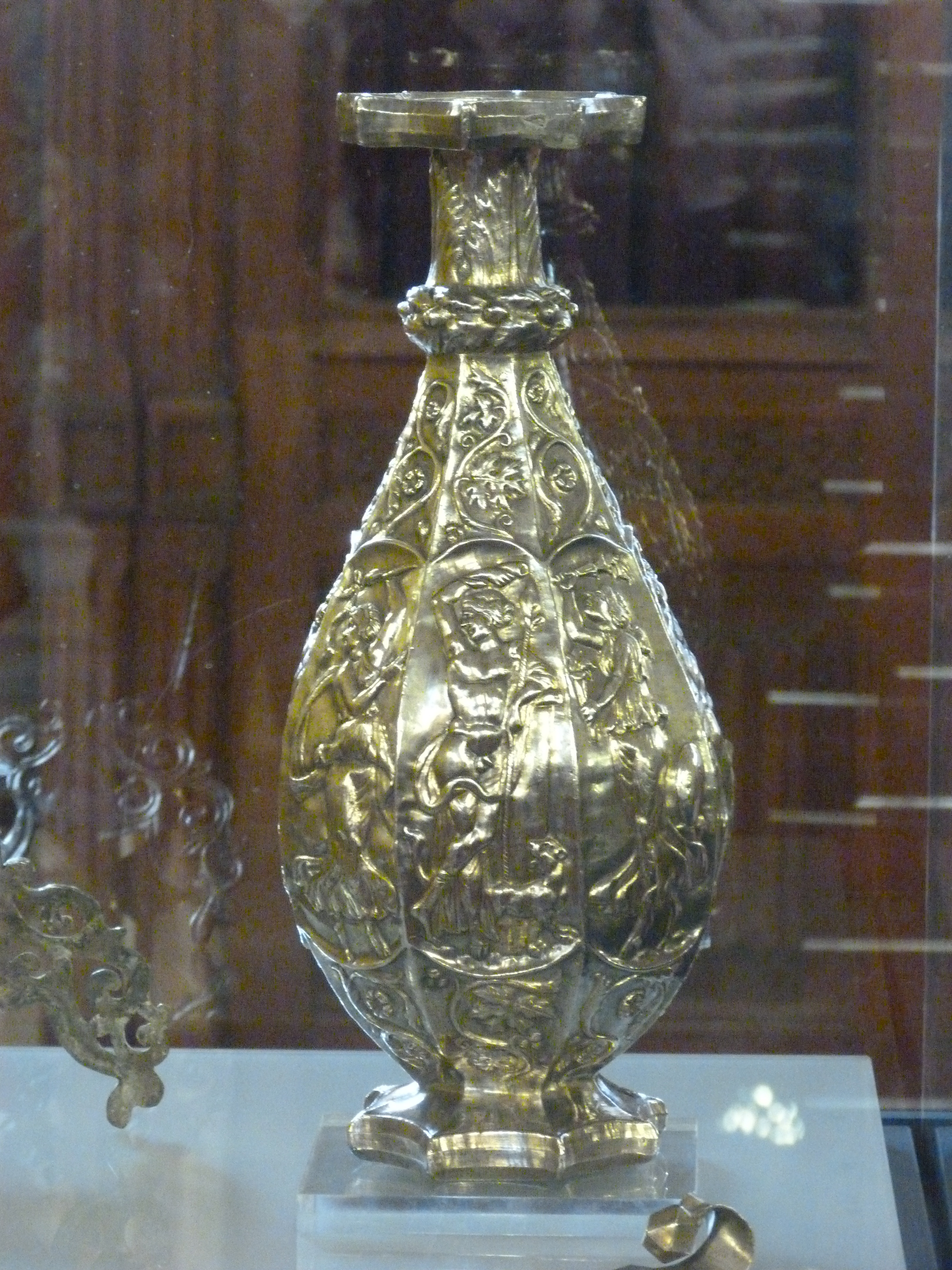
Dionysos-kan
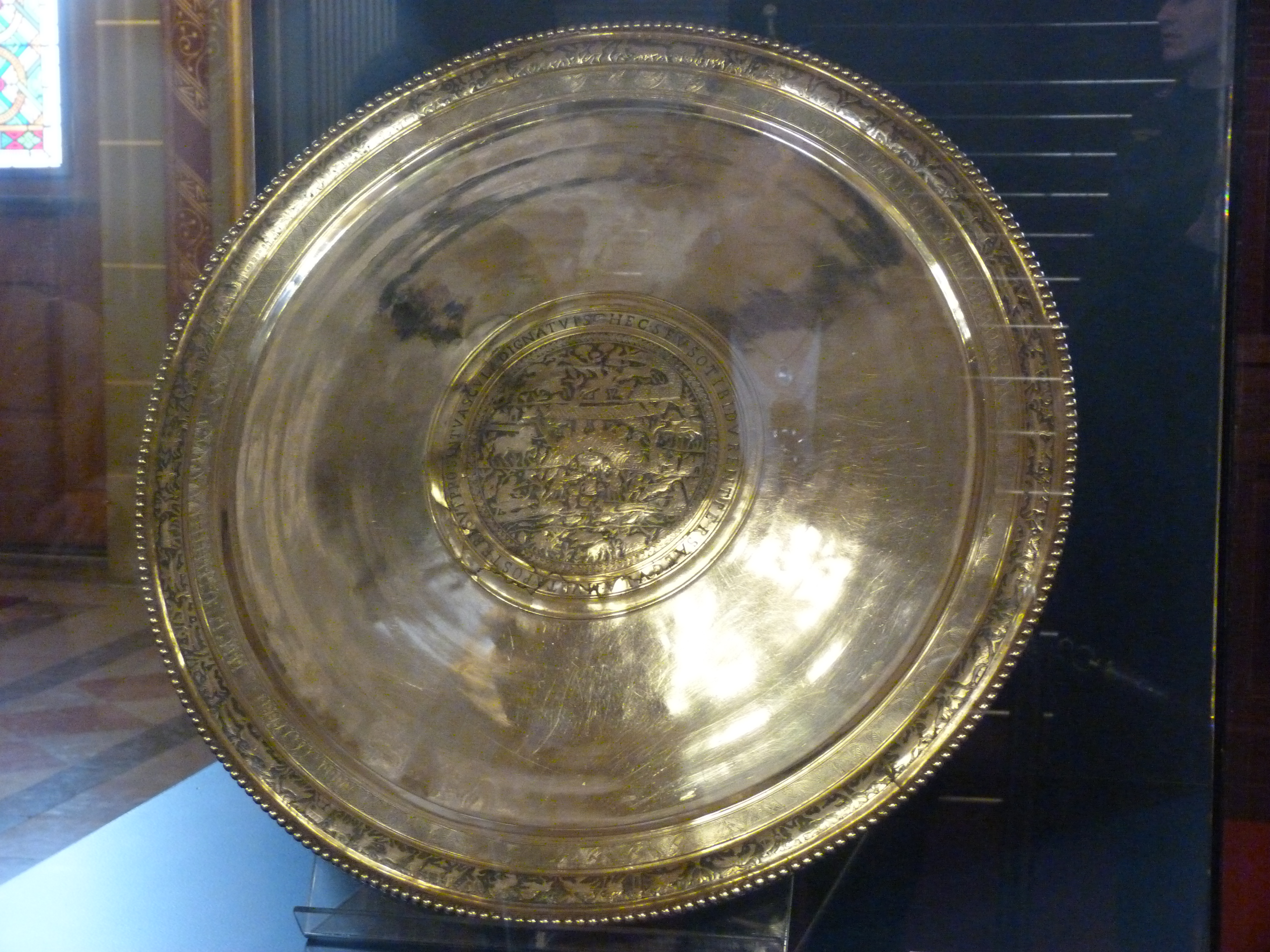
Jagerschaal
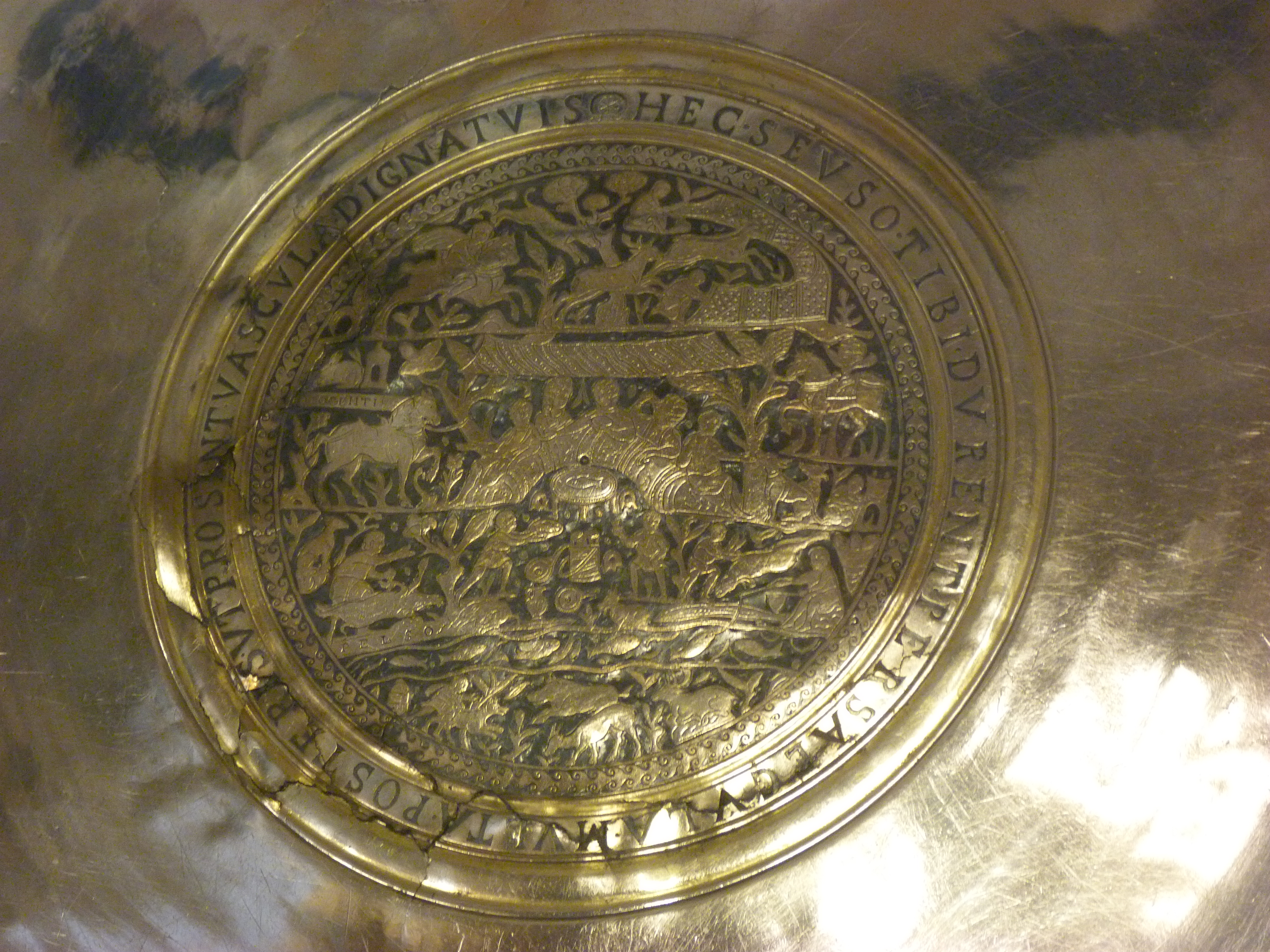
Jagerschaal (inzet), met de halfronde eetbank, een stibadium
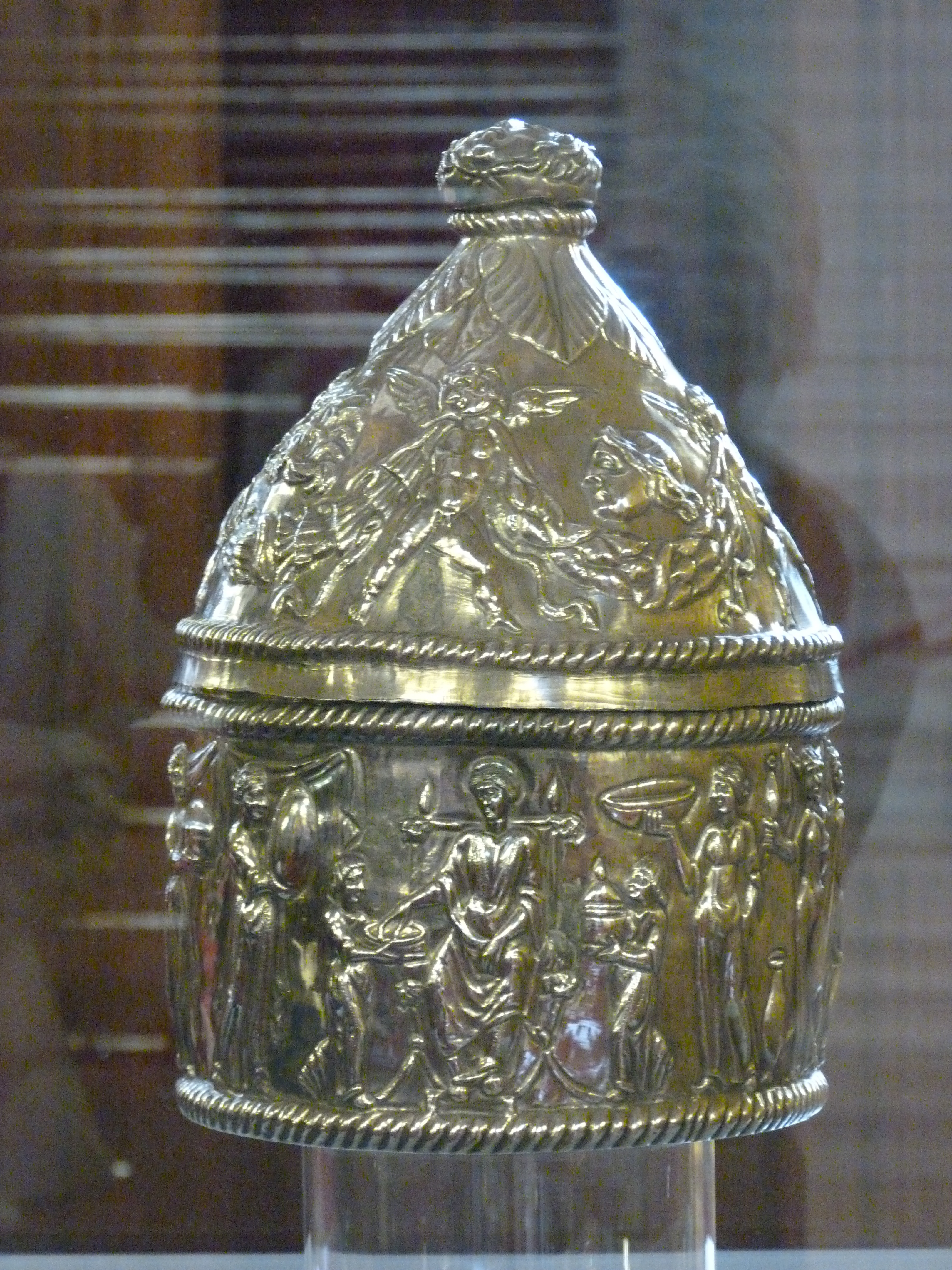
Parfumdoos
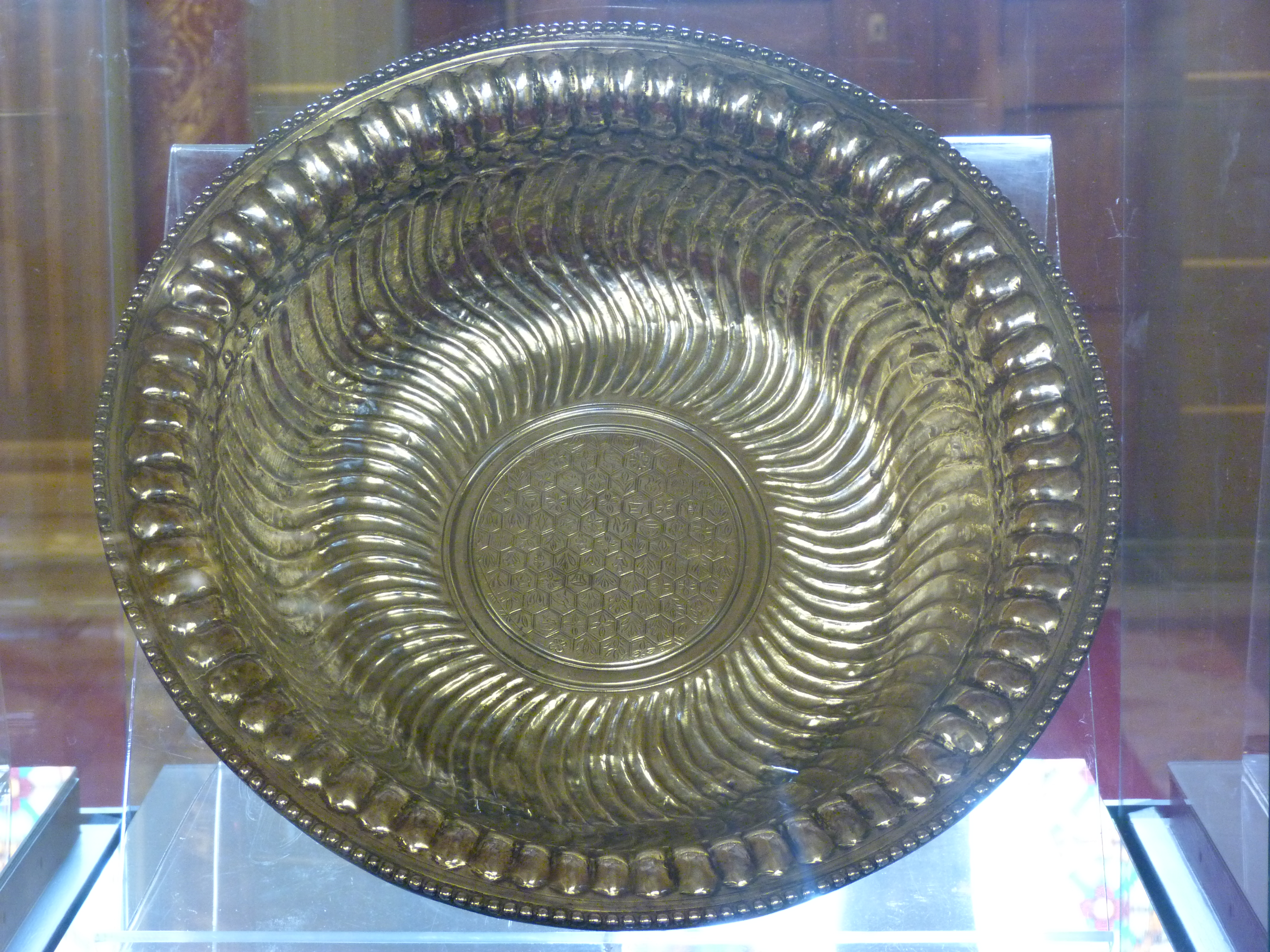
Schaal
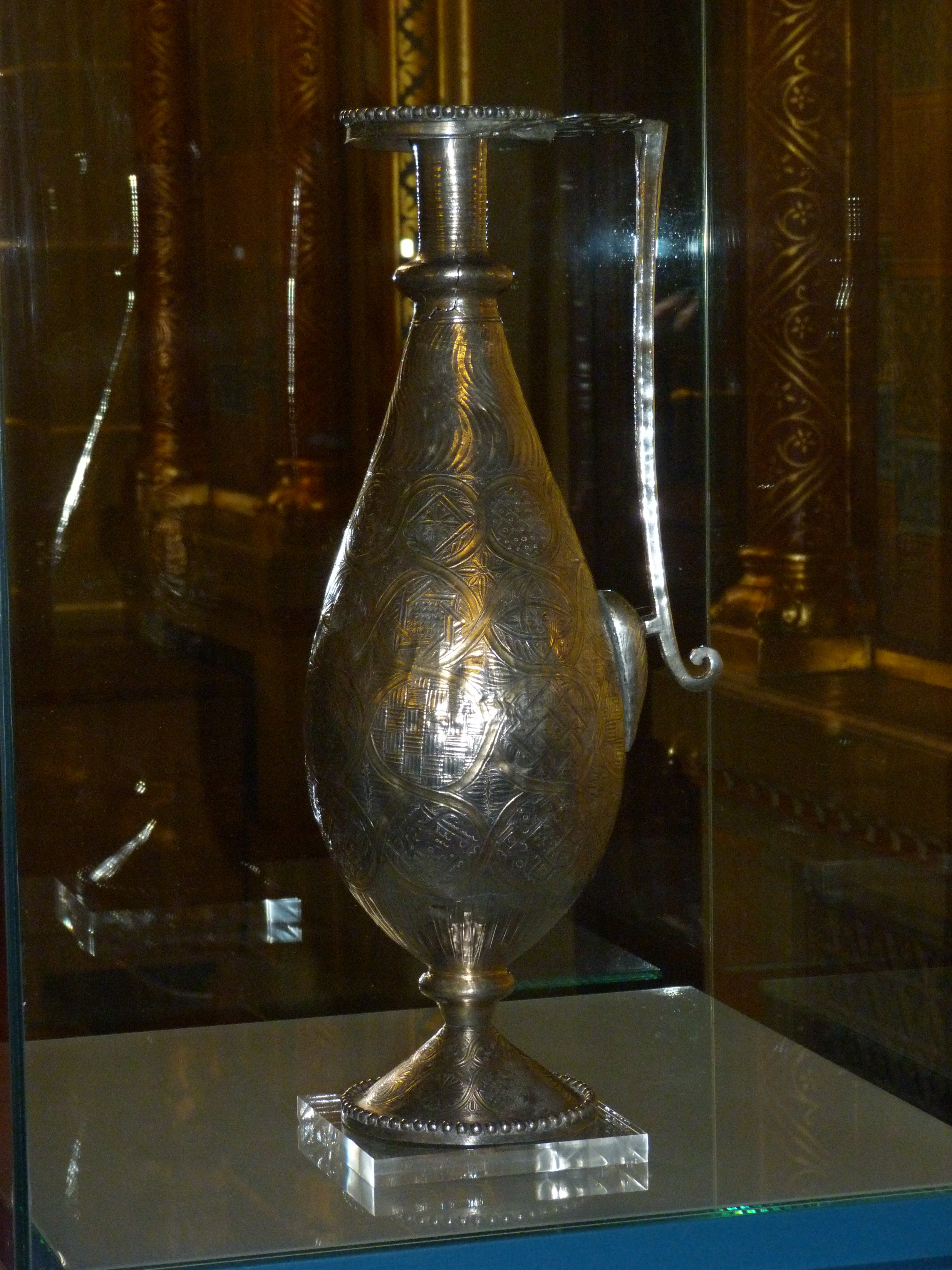
Kan
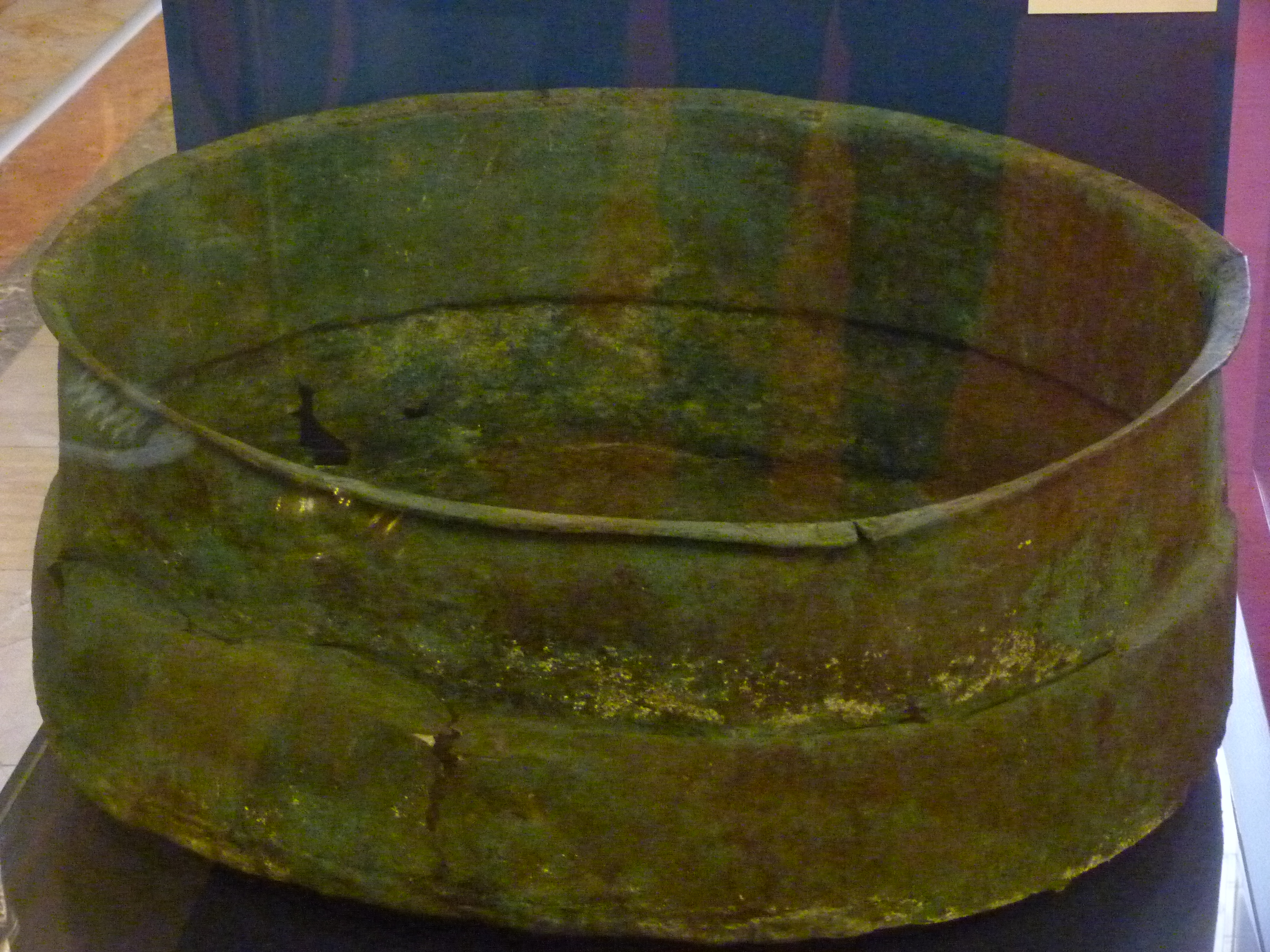
ketel
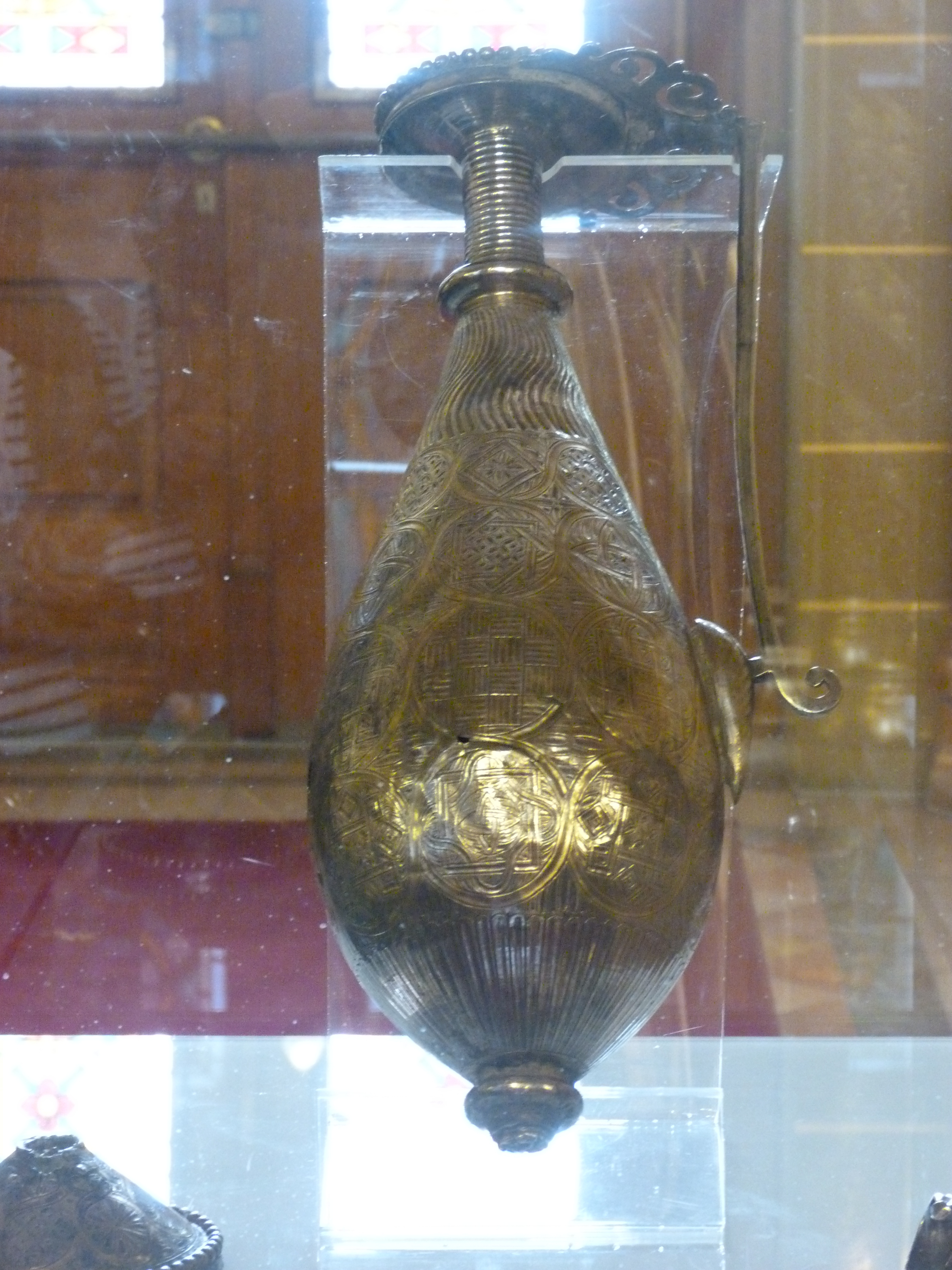
Kan